# Лео Пасвольський
Лео Пасвольський (англ. Leo Pasvolsky; нар. 22 серпня 1893 — пом. 5 травня 1953) — американський дипломат, економіст, журналіст, доктор філософії, з 1934 по 1964 рік спеціальний помічник Держсекретаря США з економіки, виконавчий директор післявоєнної програми міністерства закордонних
справ та справ безпеки США, автор Статуту ООН.

## Життєпис
Лео Пасвольський народився 22 серпня 1893 року в місті Павлоград у єврейській родині. У 1905 році його сім'єю емігрував у США, втікаючи від чорносотенних погромів євреїв, які відбулись у жовтні місяці. З 12 років мешкав у США. У 1916 році закінчив Сіті Коледж, бакалавр мистецтв. Після закінчення коледжу він вивчав політологію в Колумбійському (бакалавр політології) та Женевському університетах. Після закінчення навчання був редактором російських білоемігрантських періодичних видань: щомісячників «Вісник Америки» (1917), «Російський огляд», «Американський вісник» (1918), та щоденної газети «Російське слово». Пасвольський був активним учасником політичного життя російської еміграції у США. Під час візиту до Нью-Йорку Лева Троцького в 1916 році влаштував із ним дебати про перспективи Лютневої революції 1917 року. 
У 1917 році працював секретарем Бориса Бахметєва – останнього посла уряду Керенського в США. У 1919 року Лео Пасвольський висвітлював Паризьку мирну конференцію для газети «New-York Tribune», та Вашингтонську конференцію з роззброєння для «The Baltimore Sun» у 1921 році.
Навчався в Брукінґському інституті у Вашингтоні. У 1922 році почав працювати економістом цього інституту, де у 1936 році отримав ступінь доктора філософії. Був співробітником інституту до свої смерті у 1953 році. Залишався членом інституту до своєї смерті.
У 1920–1930-х роках погляди Пасвольського змінюються, він стає прихильником розвитку стосунків між США та СРСР, підтримує ідею вступу совітів до Ліги Націй. 
Навчався в Брукінґському інституті у Вашингтоні, захистив дисертацію та отримавши ступінь доктора філософії. З 1922 року, після закінчення навчання, почав працювати в інституті у галузі досліджень макроекономіки.
У 1934-1953 роках працював спеціальним помічником Держсекретаря США Кордела Голла з економіки. На цій посаді працював при наступних Держсекретарях США Едварді Стеттініусі та Джеймсі Бірнсі. У 1941 році його призначають, за сумісництвом, Головним директором із досліджень Відділу спеціальних досліджень, організованого під час війни Дердепартаментом США. У 1942 році стає Виконавчим директором цієї організації. 
1946 році Пасвольський залишив посаду помічника Держсекретаря та зайнявся розробкою Статуту ООН. Офіційно вважається, що проект документу про створення ООН розробили та узгодили в 1944 році делегації США, СРСР, Великої Британії та Китаю. Проте американські історики стверджують, що автором початкового тексту Статуту ООн є Лео Пасвольський. 26 червня 1945 року в Сан-Франциско, на підсумковому засіданні Конференції Об’єднаних Націй зі створення Міжнародної Організації, був підписаний Статут Організації Об'єднаних Націй, який набув чинності 24 жовтня 1945 року. 
У 1950-х роках Пасвольський почав працювати над книгою «Історія Статуту ООН», але закінчити її не встиг через смерть, 
Лео Пасвольський помер 5 травня 1953 року.

## Вшанування пам'яті
У Павлограді 2016 року вулицю Островського перейменовано на його честь. Також у місті було проведено наукову конференцію до 120-річчя від дня народження Лео Пасвольського.